# 1839
Het jaar 1839 is het 39e jaar in de 19e eeuw volgens de christelijke jaartelling.

## Gebeurtenissen
januari
- 9 - Louis Daguerre presenteert het proces van Daguerreotypie voor de Académie des Sciences.
- 25 - Michael Faraday suggereert als eerste de mogelijkheid van fotografie

februari
- 9 - De Engelse walvisvaarder Thomas Freeman is de eerste persoon die de Ballenyeilanden betreedt.

maart
- 4 - In Brussel verschijnt het Koninklijk Besluit dat het reglement van de Koninklijke Sterrenwacht van België bevat.
- 9 - Terwijl de Mexicaanse generaal Antonio López de Santa Anna optrekt tegen een Franse invasiemacht, belooft president Bustamante de geëiste 600.000 peso's schadevergoeding te betalen, en het Franse leger trekt zich terug. Daarmee komt een einde aan de Gebaksoorlog.
- 23 - In de Amerikaanse krant The Boston Morning Post verschijnt voor het eerst de uitdrukking O.K..

april
- 19 - Koning Willem I ondertekent het Verdrag van Londen en erkent daarmee het koninkrijk België. Nederlands Limburg komt bij Nederland. Luxemburg wordt gesplitst in een Belgisch en een zelfstandig gedeelte, waar koning Willem I in personele unie groothertog wordt.
- 25 - De Britten veroveren vanuit het zuiden de Afghaanse stad Kandahar.

mei
- 12 - Mislukte staatsgreep in Frankrijk van Louis Auguste Blanqui, en Armand Barbès die met honderden volgelingen worden gearresteerd.
- Verslaggever Jeremiah N. Reynolds publiceert ooggetuigenverslagen van de potvis Mocha Dick in het tijdschrift The Knickerbocker.

juni
- 3 tot 25 - De opiumverbranding te Humen vindt plaats in Humen, een district in Dongguan. Lin Zexu, een keizerlijk ambtenaar, is de aanstichter van dit gebeuren, dat de aanleiding wordt tot de Eerste Opiumoorlog.
- 14 - De in Engeland opgerichte Anti-Corn Law League overhandigt ruim een miljoen handtekeningen aan het Lagerhuis tegen de Corn Law van 1815, die de prijzen van graan onnodig hoog houdt.
- 18 - In Stuttgart huwt de Nederlandse prins Willem Alexander met zijn nicht prinses Sophie van Württemberg.

juli
- 2 - Slavenopstand op het Spaanse slaventransportschip La Amistad.
- 12 - Het Britse Lagerhuis wijst met grote meerderheid het People's Charter af, waarin onder meer algemeen mannenkiesrecht wordt geëist.

augustus
- 7 - In Kaboel wordt Shah Shuja Durrani door de Britten weer op de Afghaanse troon gezet, en moet Dost Mohammed Khan vluchten naar de Oezbeken.

september
- 9 - Feestelijke opening van het eerste gebouw van het Amsterdamse genootschap Natura Artis Magistra.
- 20 - Officiële opening eerste spoorlijn in Nederland, tussen Haarlem en Amsterdam; vanaf 24 september gewone dienst.

oktober
- 12 - Blanke boeren in Natal roepen de republiek Natalia uit.

november
- 3 - De regering van de nieuwe sultan Abdülmecit van het Osmaanse Rijk kondigt het decreet van de Rozentuin af, waarin hervormingen worden aangekondigd. Leven, eer en eigendom van de onderdanen zullen voortaan gelijkelijk worden beschermd, ongeacht hun godsdienstige gezindheid. Belastingen zullen door de staat worden geïnd, en niet worden verpacht. De dienstplicht zal worden ingevoerd.
- In november breekt de Anglo-Chinese Opiumoorlog uit.

december
- 9 - In Zwolle wordt de concertzaal van theater Odeon in gebruik genomen; op 30 december volgt de toneelzaal.

zonder datum
- De British & North American Royal Mail Steam Packet Company (Cunard Line) wordt gesticht.
- Allahdad incident in de Perziche stad Mashhad, gericht tegen de joodse bevolking van de stad.

## Muziek
- Friedrich von Flotow schrijft de operea Le Naufrage de la Méduse

## Beeldende kunst

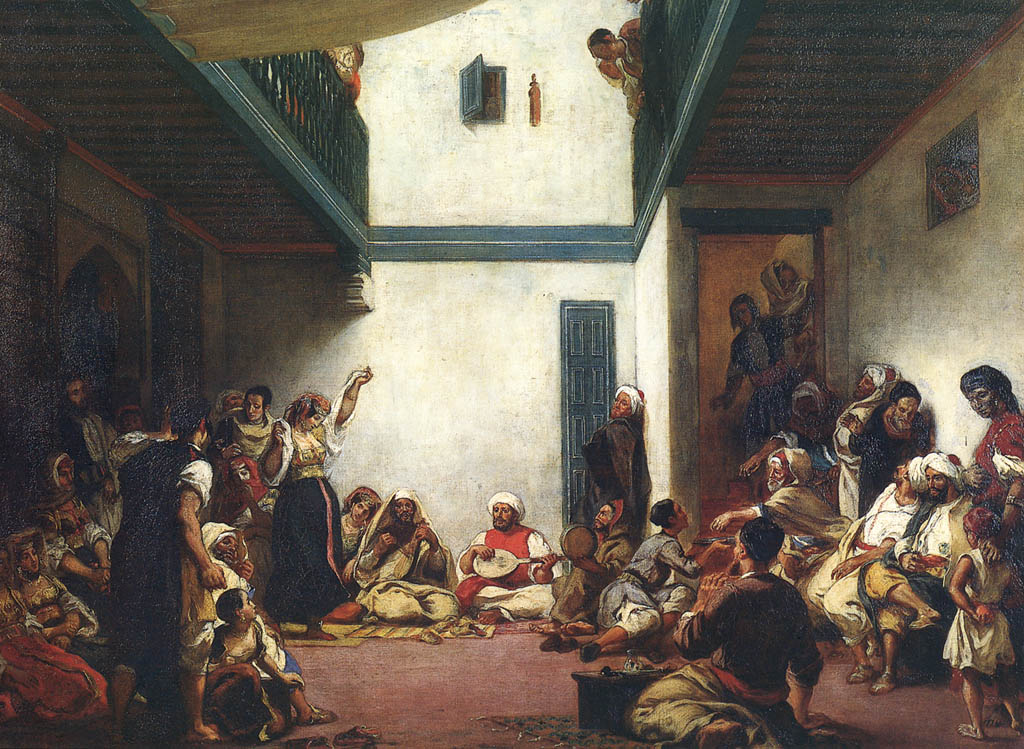
Joodse bruiloft in Marokko (1839) Eugène Delacroix
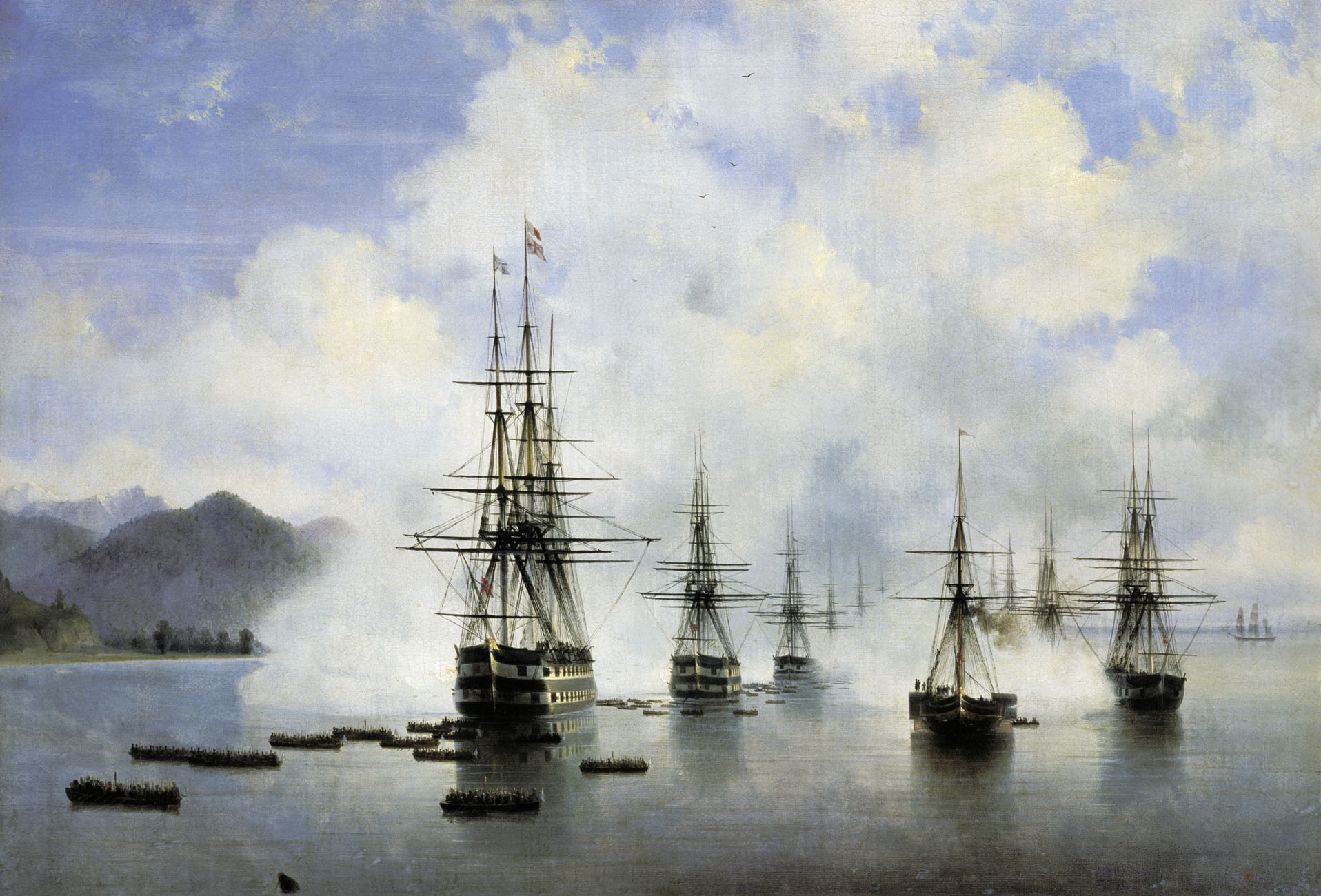
De Landing van Russische troepen bij Subashi (1839) Ivan Aivazovski

## Bouwkunst

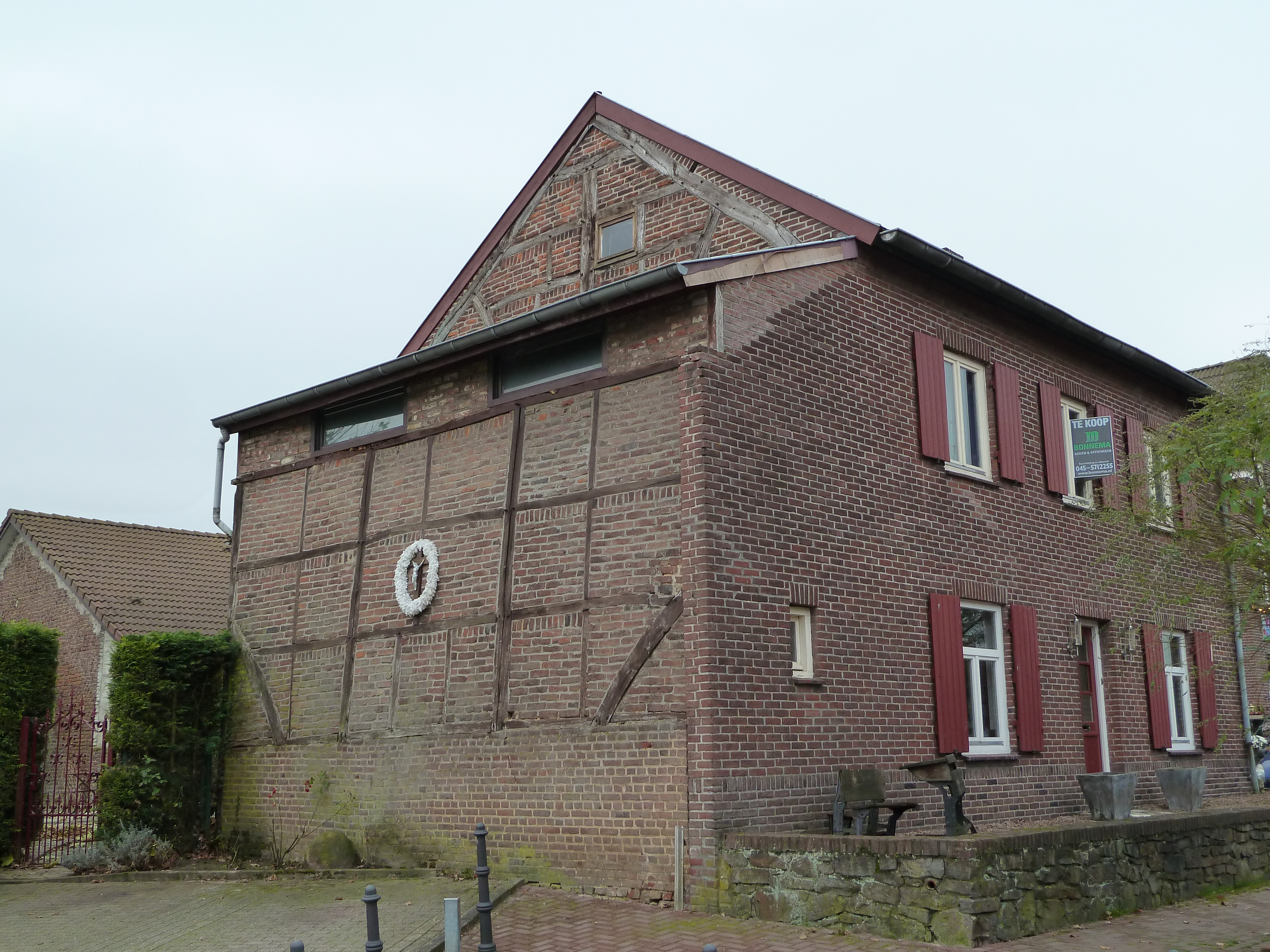
Kapelanie, Vijlen (1839)

## Geboren
januari
- 2 - Gustave Pierre Trouvé, Franse elektrotechnicus en uitvinder (overleden 1902)
- 19 - Paul Cézanne, Frans impressionistisch schilder (overleden 1906)
- 27 - Nikolaj Bobrikov, Russisch gouverneur-generaal van Finland (overleden 1904)

februari
- 7 - Nicolaas Pierson, Nederlands bankier en politicus (overleden 1909)

maart
- 16 - Sully Prudhomme, Frans dichter en Nobelprijswinnaar (overleden 1907)
- 21 - Modest Moessorgski, Russisch componist (overleden 1881)
- 23 - Otto Eerelman, Nederlands kunstschilder (overleden 1926)

april
- 24 - Jac. de Jong, Nederlands fluitist (overleden 1912)

mei
- 30 - Wilhelmus Wulfingh, apostolisch vicaris van Suriname (overleden 1906)

juni
- 17 - Henry Holiday, Engels kunstschilder, glazenier en illustrator (overleden 1927)
- 21 - Joaquim Maria Machado de Assis, Braziliaans schrijver en dichter (overleden 1908)
- 21 - Johannes Tak van Poortvliet, Nederlands politicus (overleden 1904)

juli
- 8 - John D. Rockefeller, Amerikaans zakenman (overleden 1937)

augustus
- 4 - Walter Pater, Engels schrijver, essayist en criticus (overleden 1894)
- 8 - Alexander Faassen senior, Nederlands acteur (overleden 1931)
- 10 - Aleksandr Stoletov, Russisch natuurkundige (overleden 1896)
- 17 - Matthijs Maris, Nederlands kunstschilder (overleden 1917)

september
- 2 - Henry George, Amerikaans politiek econoom (overleden 1897)
- 9 - Maria Swanenburg, de Leidse gifmengster (overleden 1915)
- 20 - Abraham Jeremias Polak, Nederlands ondernemer (overleden 1907)

oktober
- 11 - Jeanne Merkus, Nederlands avonturierster (overleden 1897)

november
- 18 - August Kundt, Duits natuurkundige (overleden 1894)

december
- 15 - Mimi Hamminck Schepel, Nederlands schrijfster (overleden 1930)
- 18 - Adolf Daens, Belgisch geestelijke en politicus (overleden 1907)
- 19 - José Maria Basa, Filipijns koopman en patriot (overleden 1907)

## Overleden
maart
- 11 - Charles-Louis Huguet de Sémonville (80), Frans diplomaat en politicus tijdens de Bataafse periode
- 15 - Chief Marin (~58), Amerikaans indianenleider
- 21 - Abraham Jacob van der Aa (64), Nederlands schrijver en aardrijkskundige
- 28 - Pieter Gerardus van Os (62), Nederlands kunstschilder

mei
- 18 - Carolina Bonaparte (57), zuster van Napoleon, echtgenote van Joachim Murat

juni
- 8 - Fernando Sor (61), Spaans gitaarvirtuoos, muziekleraar en componist
- 27 - Allan Cunningham, Engelse botanicus en ontdekkingsreiziger in Australië
- 30 - sultan Mahmut II van het Osmaanse Rijk (54)

juli
- 19 - Maurice de Guérin (28), Frans dichter

september
- 20 - Thomas Bibb (56), Amerikaans politicus

december
- 3 - Frederik VI van Denemarken (71), koning van Denemarken en Noorwegen
- 22 - Cornelis van Spaendonck (83), Nederlands kunstschilder, tekenaar en ontwerper
- 31 - Tom Souville (62), Frans kaper

## Weerextremen in België
- 8 april: laagste etmaalgemiddelde temperatuur ooit op deze dag: 1.5 °C.
- juni: natste juni ooit met meer dan 2,5 keer de normale hoeveelheid regen: 173,3 mm (normaal 67,4 mm).
- 22 augustus: laagste etmaalgemiddelde temperatuur ooit op deze dag: 12,7 °C.
- 24 december: hoogste etmaalgemiddelde temperatuur ooit op deze dag: 12,5 °C.
- 26 december: hoogste maximumtemperatuur ooit op deze dag: 14 °C.
- 27 december: hoogste maximumtemperatuur ooit op deze dag: 14,3 °C.